# Ricinoides megahanseni
Espèce
Ricinoides megahanseni est une espèce de ricinules de la famille des Ricinoididae.

## Distribution
Cette espèce est endémique de Côte d'Ivoire. Elle se rencontre vers le parc national de Taï.

## Description
La femelle holotype mesure 4,65 mm.

## Publication originale
- Legg, 1982 : Some Ricinulei (Arachnida) from Ivory Coast, including a new species and a note on the immature stages of Ricinoides westermanni (Hansen & Sorensen). Revue Suisse de Zoologie, vol. 89, no 2, p. 287-296 (texte intégral).